# Pélée
Pour l’article ayant un titre homophone, voir Pélé.
Cet article possède des paronymes, voir Pelé et Pelée.
 (août 2016).
Pélée (en grec ancien Πηλεύς / Pêleús) est, dans la mythologie grecque, le fils d'Éaque, roi d'Égine, et de la nymphe Endéis (fille du centaure Chiron d'après Hygin). Il est roi de Phthie, en Thessalie, et le père d'Achille.

## Mythes

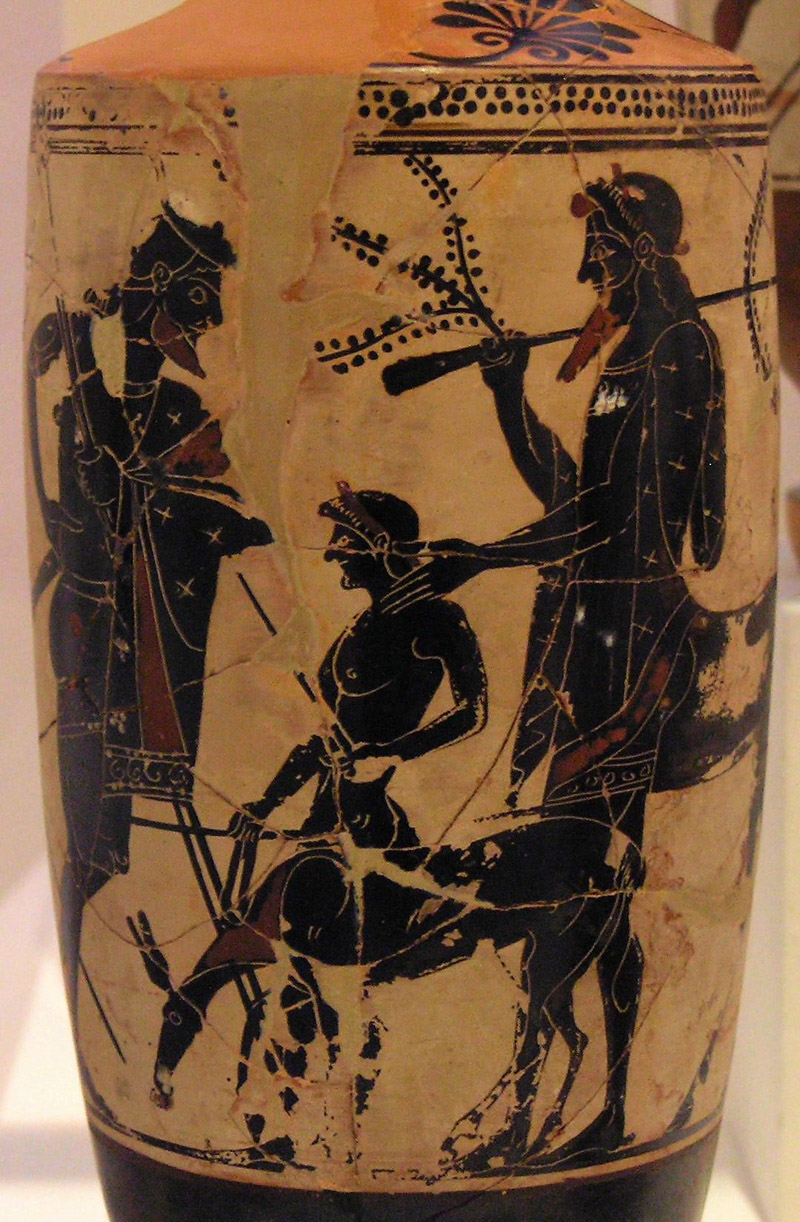
Pélée confie Achille à Chiron, vers -500, Musée national archéologique d'Athènes.

Son frère Télamon et lui tuèrent accidentellement leur frère Phocos en lui lançant un disque. Son père exile Pélée à Phthie en Thessalie où le roi Eurytion le purifie et lui offre sa fille Antigone en mariage (ils auront ensemble une fille nommée Polydora) et un tiers de son royaume.
Au retour de l’expédition des Argonautes à laquelle il prit part, il participe à la chasse du sanglier de Calydon où il tue accidentellement son beau-père.
Il doit se réfugier à Iolcos auprès du roi Acaste qui le purifie, mais la femme d'Acaste, Astydamie, s'éprend de Pélée, contrairement à lui qui la repousse. Pour se venger, elle fait croire à Antigone que Pélée va épouser sa fille Stéropé et à Acaste qu'il lui a fait des avances, et d'après d'autres versions il lui aurait fait violence. Antigone se pend.
Acaste décide de tuer Pélée par la ruse, étant donné qu'il ne peut être le meurtrier de son hôte. Il l'emmène à la chasse pour qu'il y trouve la mort, le met au défi de prouver qu'il a tué plus de gibier que lui, pour cela Pélée coupe la langue des gibiers tués et les rapporte à Acaste.
Ensuite Acaste cache son épée et l’abandonne endormi afin qu’il soit tué par les Centaures, mais est sauvé par le centaure Chiron. Pélée se venge à son tour : il prend la ville de Iolcos, tue Acaste et dépèce Astydamie pour répandre ensuite leurs morceaux dans la ville.
La néréide Thétis est si belle, que tous les dieux (et notamment Zeus et Poséidon) la convoitent. Cependant ils y renoncent, car Thémis (ou Prométhée selon les versions) leur annonce qu'elle donnera naissance à un fils supérieur à son père. Zeus décide alors de laisser Thétis à un mortel afin que la prédiction puisse se réaliser sans lui porter préjudice. Thétis résiste aux avances de Pélée en se transformant successivement en oiseau, serpent, lion, poisson, seiche, eau et feu. Mais Pélée, conseillé par Chiron, réussit à la soumettre et à s'unir à elle.
De cette union naît Achille, dont l'éducation est confiée à Chiron.
Pélée survécut de plusieurs années à la guerre de Troie.
Plus tard, Euripide raconte sa vieillesse dans Andromaque. Pélée est dans cette œuvre défenseur d'Andromaque et de Molossos, enfant que celle-ci a eu avec son petit-fils Néoptolème, face à Ménélas et à sa fille Hermione, épouse délaissée de Néoptolème, qui veulent les exécuter. Après avoir perdu son fils Achille, tué par Pâris à Troie, Pélée perd ici son petit-fils Néoptolème, tué à l'instigation d'Oreste. Thétis vient finalement le chercher pour lui avoir accordé l’immortalité et le faire venir vivre dans la mer.

## Honneur
L'astéroïde (11311) Pélée porte son nom.